# Pieve di Sant'Ippolito in Piazzanese

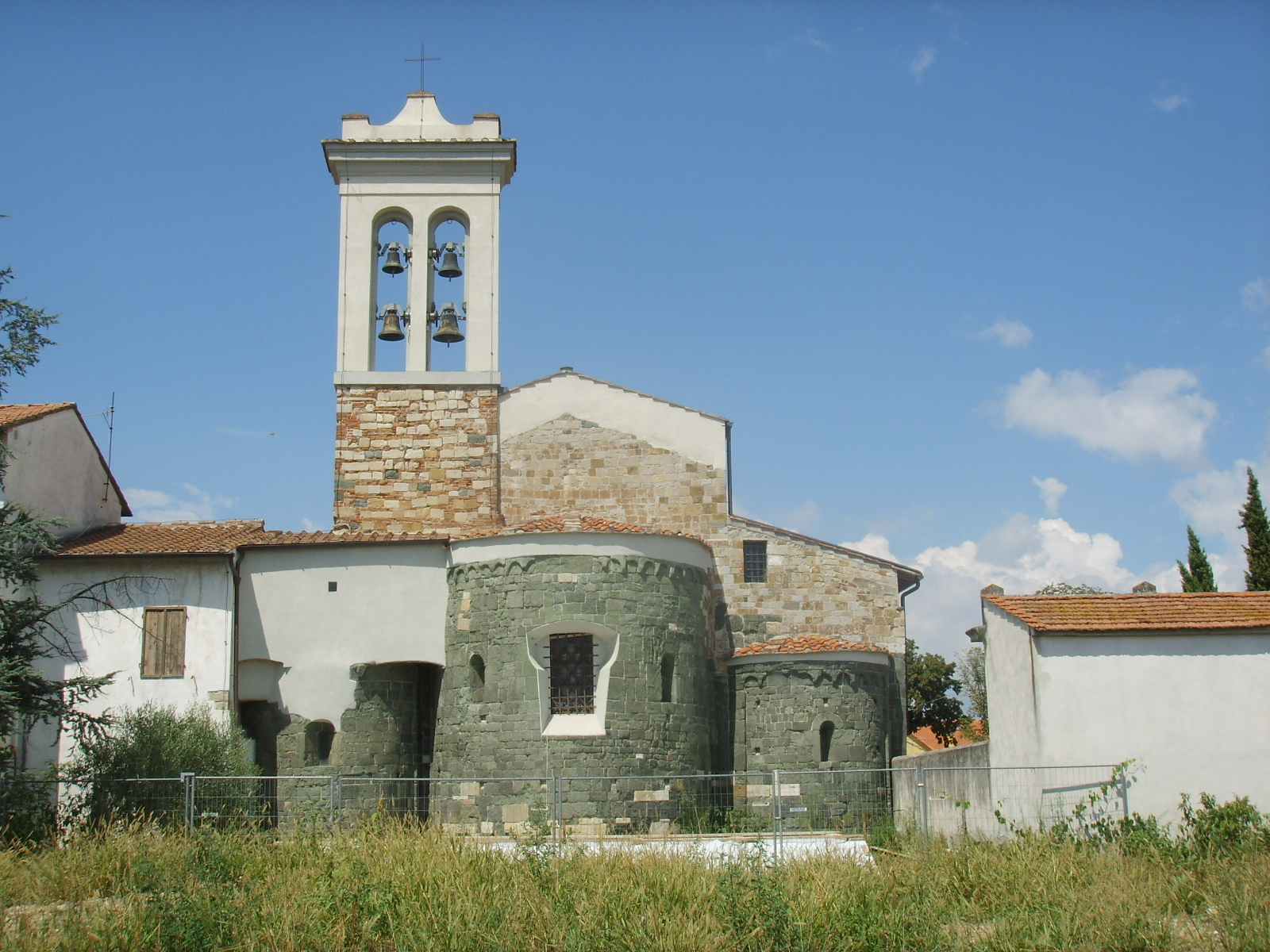
Le absidi in marmo serpentino

La pieve di Sant'Ippolito in Piazzanese sorge a Sant'Ippolito in Piazzanese (o Sant'Ippolito di Galciana), frazione occidentale del comune di Prato.

## Storia e descrizione
Detta in antico a Strata per la sua posizione presso l'antica via Cassia Clodia, la pieve è documentata dal X secolo (ma risale forse ad epoca longobarda, come fa pensare la dedicazione).
L'attuale edificio sembra databile nella prima metà dell'XI secolo. Del tutto eccezionali sono le tre absidi, rivestite di un paramento in "marmo verde", mentre le altre zone sono in alberese.
Nell'interno a tre navate, un garbato rifacimento ottocentesco maschera l'antica struttura, anche se sono in parte rimessi in vista i rari pilastri cilindrici medievali, con stilizzati capitelli ornati da testine, motivi geometrici e vegetali.
Piacevole è la sistemazione settecentesca con rilievi in stucco delle absidiole. Sull'altar maggiore un'urna a giorno in argento,opera eseguita dall'argentiere Pistoiese Francesco Ripaioli, su commissione del Vescovo di Pistoia e Prato Francesco Toli (1820), fiancheggiata da due begli angiolotti portacero, contiene le reliquie di Sant'Ippolito. Ogni sei anni si celebra con solennità la festa del Santo (il 13 agosto), portandone le reliquie in processione su un carro trainato da cavalli.

## Altre immagini

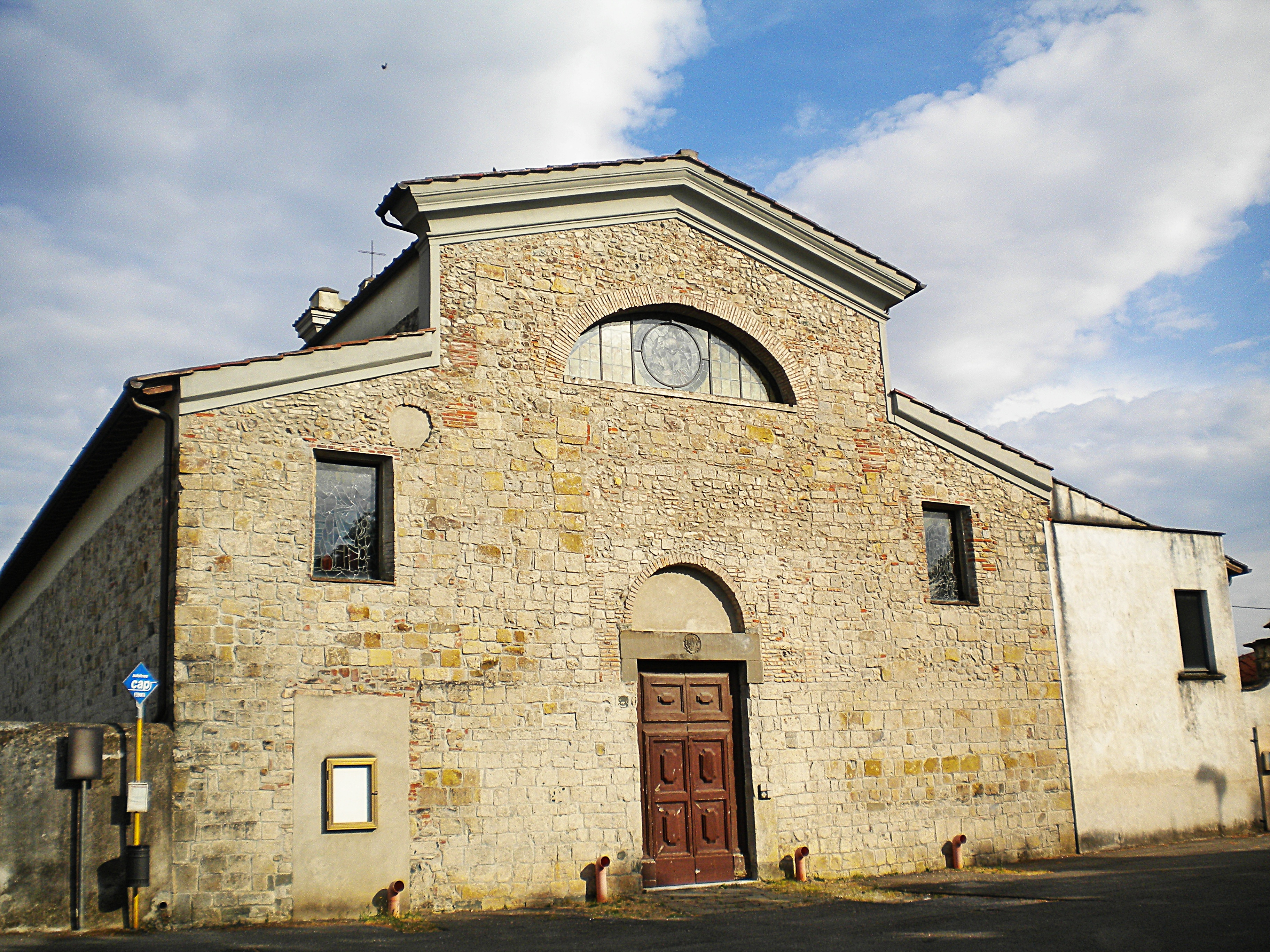
La facciata
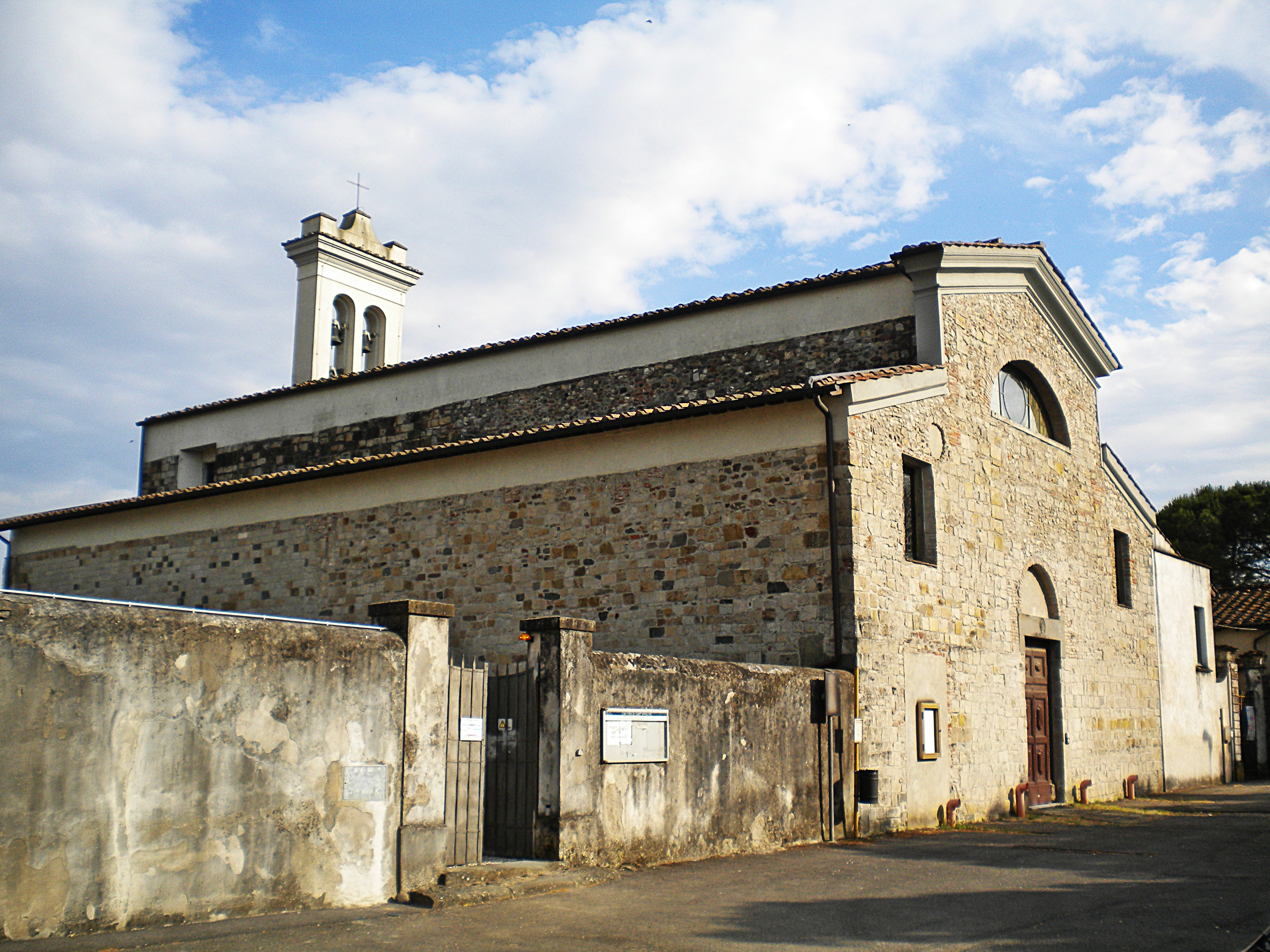
Veduta
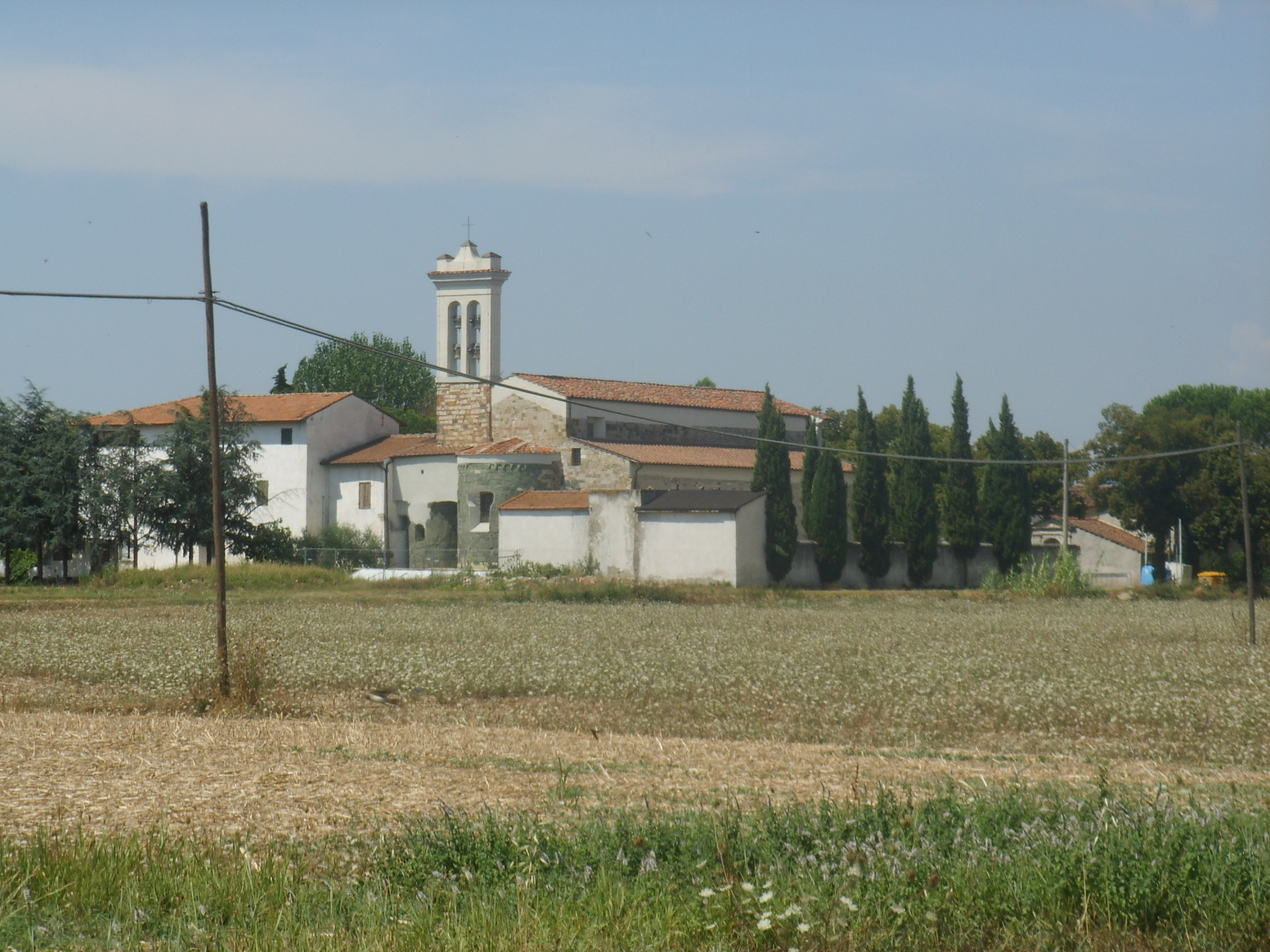
Veduta nella campagna circostante